# Eliminatórias da Copa do Mundo FIFA de 2026 – CONMEBOL

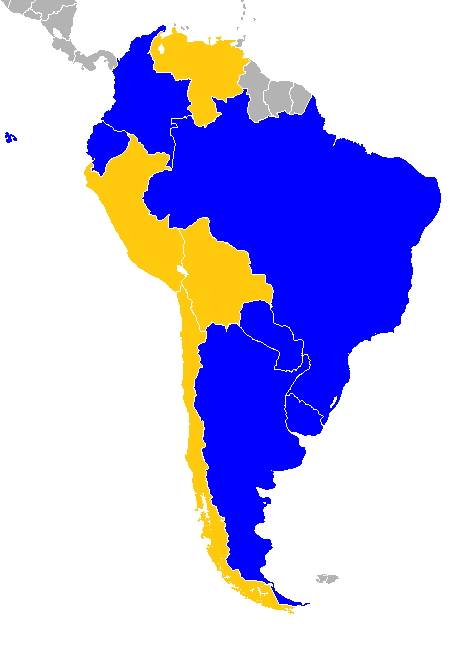
País classificado para a Copa do Mundo
País disputa as eliminatórias
País eliminado da Copa do Mundo
País não é membro da CONMEBOL

A zona sul-americana das eliminatórias para a Copa do Mundo de 2026 — que será realizada em conjunto entre Canadá, Estados Unidos e México — está sendo disputada pelas seleções nacionais membros da Confederação Sul-Americana de Futebol (CONMEBOL). Um total de seis vagas diretas e uma vaga de repescagem intercontinental estão disponíveis para as equipes da CONMEBOL.

## Formato
Em 22 de agosto de 2022, a CONMEBOL enviou um pedido à FIFA para que fosse mantido o formato atual de qualificação, usado desde as eliminatórias da Copa do Mundo de 1998, na América do Sul.

## Participantes
Todas as dez equipes afiliadas à CONMEBOL competem nas eliminatórias:
- Argentina
- Bolívia
- Brasil
- Chile
- Colômbia
- Equador
- Paraguai
- Peru
- Uruguai
- Venezuela

## Classificação
| Pos | Equipe        | Pts | J  | V  | E | D  | GP | GC | SG  | Classificado          |     |       |       |       |       |     |       |       |       |       |       |
| --- | ------------- | --- | -- | -- | - | -- | -- | -- | --- | --------------------- | --- | ----- | ----- | ----- | ----- | --- | ----- | ----- | ----- | ----- | ----- |
| 1   | Argentina (Q) | 35  | 16 | 11 | 2 | 3  | 28 | 9  | +19 | Copa do Mundo de 2026 |     | —     | 1–0   | 4–1   | 0–2   | 1–0 | 1–1   | 4 Set | 6–0   | 1–0   | 3–0   |
| 2   | Equador (Q)   | 25  | 16 | 7  | 7 | 2  | 13 | 5  | +8  | Copa do Mundo de 2026 |     | 9 Set | —     | 0–0   | 2–1   | 0–0 | 0–0   | 2–1   | 4–0   | 1–0   | 1–0   |
| 3   | Brasil (Q)    | 25  | 16 | 7  | 4 | 5  | 21 | 16 | +5  | Copa do Mundo de 2026 |     | 0–1   | 1–0   | —     | 1–1   | 1–0 | 2–1   | 1–1   | 5–1   | 4–0   | 4 Set |
| 4   | Uruguai (X)   | 24  | 16 | 6  | 6 | 4  | 19 | 12 | +7  | Copa do Mundo de 2026 |     | 0–1   | 0–0   | 2–0   | —     | 0–0 | 3–2   | 2–0   | 3–0   | 4 Set | 3–1   |
| 5   | Paraguai (X)  | 24  | 16 | 6  | 6 | 4  | 13 | 10 | +3  | Copa do Mundo de 2026 |     | 2–1   | 4 Set | 1–0   | 2–0   | —   | 0–1   | 2–1   | 1–0   | 0–0   | 1–0   |
| 6   | Colômbia      | 22  | 16 | 5  | 7 | 4  | 19 | 15 | +4  | Copa do Mundo de 2026 |     | 2–1   | 0–1   | 2–1   | 2–2   | 2–2 | —     | 1–0   | 4 Set | 0–0   | 4–0   |
| 7   | Venezuela     | 18  | 16 | 4  | 6 | 6  | 15 | 19 | −4  | Repescagem            |     | 1–1   | 0–0   | 1–1   | 0–0   | 1–0 | 9 Set | —     | 2–0   | 1–0   | 3–0   |
| 8   | Bolívia       | 17  | 16 | 5  | 2 | 9  | 16 | 32 | −16 |                       |     | 0–3   | 1–2   | 9 Set | 0–0   | 2–2 | 1–0   | 4–0   | —     | 2–0   | 2–0   |
| 9   | Peru (Y)      | 12  | 16 | 2  | 6 | 8  | 6  | 17 | −11 |                       | 0–2 | 0–0   | 0–1   | 1–0   | 9 Set | 1–1 | 1–1   | 3–1   | —     | 0–0   |       |
| 10  | Chile (E)     | 10  | 16 | 2  | 4 | 10 | 9  | 24 | −15 |                       | 0–1 | 0–0   | 1–2   | 9 Set | 0–0   | 0–0 | 4–2   | 1–2   | 2–0   | —     |       |

1. ↑  O Equador perdeu três pontos e foi multado em 100 mil francos suíços por falsificar os documentos de nascimento de Byron Castillo no ciclo anterior de qualificação para a Copa do Mundo.[5]

## Resultados
A CONMEBOL não realizou nenhum sorteio e manteve a mesma ordem dos confrontos ocorridos nas Eliminatórias para o Mundial de 2022.

### Primeira rodada
| 7 de setembro de 2023 | Paraguai | 0 – 0         | Peru | Estádio Antonio Aranda, Ciudad del Este     |
| 18:30 (UTC−4)         |          | FIFA CONMEBOL |      | Público: 16 211 Árbitro: URU Andrés Matonte |

| 7 de setembro de 2023 | Colômbia  | 1 – 0         | Venezuela | Estádio Metropolitano, Barranquilla           |
| 18:00 (UTC−5)         | Borré 46' | FIFA CONMEBOL |           | Público: 43 084 Árbitro: BRA Anderson Daronco |

| 7 de setembro de 2023 | Argentina | 1 – 0         | Equador | Estadio Monumental, Buenos Aires           |
| 21:00 (UTC−3)         | Messi 78' | FIFA CONMEBOL |         | Público: 84 500 Árbitro: COL Wilmar Roldán |

| 8 de setembro de 2023 | Uruguai                              | 3 – 1         | Chile     | Estádio Centenario, Montevidéu             |
| 20:00 (UTC−3)         | De la Cruz 38', 71' · Valverde 45+2' | FIFA CONMEBOL | Vidal 74' | Público: 49 713 Árbitro: ARG Darío Herrera |

| 8 de setembro de 2023 | Brasil                                              | 5 – 1         | Bolívia    | Estádio Mangueirão, Belém                         |
| 21:45 (UTC−3)         | Rodrygo 24', 53' · Raphinha 47' · Neymar 61', 90+3' | FIFA CONMEBOL | Ábrego 78' | Público: 48 183 Árbitro: PAR Juan Gabriel Benítez |

### Segunda rodada
| 12 de setembro de 2023 | Bolívia | 0 – 3         | Argentina                                     | Estádio Hernando Siles, La Paz                |
| 16:00 (UTC−4)          |         | FIFA CONMEBOL | Fernández 31' · Tagliafico 42' · González 83' | Público: 38 000 Árbitro: URU Esteban Ostojich |

| 12 de setembro de 2023 | Equador           | 2 – 1         | Uruguai      | Estádio Casa Blanca, Quito                  |
| 16:00 (UTC−5)          | Torres 45+5', 61' | FIFA CONMEBOL | Canobbio 38' | Público: 35 613 Árbitro: BRA Wilton Sampaio |

| 12 de setembro de 2023 | Venezuela           | 1 – 0         | Paraguai | Estádio Monumental de Maturín, Maturín    |
| 18:00 (UTC−4)          | Rondón 90+3' (pen.) | FIFA CONMEBOL |          | Público: 48 523 Árbitro: COL Andrés Rojas |

| 12 de setembro de 2023 | Chile | 0 – 0         | Colômbia | Estádio Monumental David Arellano, Santiago   |
| 21:30 (UTC−3)          |       | FIFA CONMEBOL |          | Público: 22 153 Árbitro: VEN Jesús Valenzuela |

| 12 de setembro de 2023 | Peru | 0 – 1         | Brasil         | Estádio Nacional do Peru, Lima                  |
| 21:00 (UTC−5)          |      | FIFA CONMEBOL | Marquinhos 90' | Público: 36 328 Árbitro: ARG Fernando Rapallini |

### Terceira rodada
| 12 de outubro de 2023 | Colômbia                  | 2 – 2         | Uruguai                          | Estádio Metropolitano, Barranquilla     |
| 15:30 (UTC−5)         | Rodríguez 35' · Uribe 52' | FIFA CONMEBOL | Olivera 47' · Núñez 90+1' (pen.) | Público: 43 915 Árbitro: CHI Piero Maza |

| 12 de outubro de 2023 | Bolívia     | 1 – 2         | Equador                    | Estádio Hernando Siles, La Paz              |
| 19:00 (UTC−4)         | Ramallo 83' | FIFA CONMEBOL | Páez 45' · Rodríguez 90+6' | Público: 34 200 Árbitro: CHI Cristian Garay |

| 12 de outubro de 2023 | Argentina   | 1 – 0         | Paraguai | Estádio Monumental, Buenos Aires           |
| 20:00 (UTC−3)         | Otamendi 3' | FIFA CONMEBOL |          | Público: 80 000 Árbitro: BRA Raphael Claus |

| 12 de outubro de 2023 | Chile                           | 2 – 0         | Peru | Estádio Monumental David Arellano, Santiago |
| 21:00 (UTC−3)         | Valdés 74' · López 90+1' (g.c.) | FIFA CONMEBOL |      | Público: 36 847 Árbitro: COL Wilmar Roldán  |

| 12 de outubro de 2023 | Brasil                | 1 – 1         | Venezuela | Arena Pantanal, Cuiabá                    |
| 20:30 (UTC−4)         | Gabriel Magalhães 50' | FIFA CONMEBOL | Bello 85' | Público: 39 018 Árbitro: PER Kevin Ortega |

### Quarta rodada
| 17 de outubro de 2023 | Venezuela                               | 3 – 0         | Chile | Estádio Monumental de Maturín, Maturín       |
| 17:00 (UTC−4)         | Soteldo 45+1' · Rondón 72' · Machís 79' | FIFA CONMEBOL |       | Público: 50 932 Árbitro: BRA Flávio de Souza |

| 17 de outubro de 2023 | Paraguai     | 1 – 0         | Bolívia | Estádio Defensores del Chaco, Assunção      |
| 19:30 (UTC−3)         | Sanabria 69' | FIFA CONMEBOL |         | Público: 30 681 Árbitro: URU Gustavo Tejera |

| 17 de outubro de 2023 | Equador | 0 – 0         | Colômbia | Estádio Casa Blanca, Quito                 |
| 18:30 (UTC−5)         |         | FIFA CONMEBOL |          | Público: 38 702 Árbitro: ARG Facundo Tello |

| 17 de outubro de 2023 | Uruguai                    | 2 – 0         | Brasil | Estádio Centenario, Montevidéu              |
| 21:00 (UTC−3)         | Núñez 42' · De la Cruz 77' | FIFA CONMEBOL |        | Público: 52 477 Árbitro: VEN Alexis Herrera |

| 17 de outubro de 2023 | Peru | 0 – 2         | Argentina      | Estádio Nacional do Peru, Lima                |
| 21:00 (UTC−5)         |      | FIFA CONMEBOL | Messi 32', 42' | Público: 37 675 Árbitro: VEN Jesús Valenzuela |

### Quinta rodada
| 16 de novembro de 2023 | Bolívia                   | 2 – 0         | Peru | Estádio Hernando Siles, La Paz                  |
| 16:00 (UTC−4)          | H. Vaca 20' · R. Vaca 87' | FIFA CONMEBOL |      | Público: 28 000 Árbitro: ECU Guillermo Guerrero |

| 16 de novembro de 2023 | Venezuela | 0 – 0         | Equador | Estádio Monumental de Maturín, Maturín            |
| 18:00 (UTC−4)          |           | FIFA CONMEBOL |         | Público: 51 083 Árbitro: PAR Juan Gabriel Benítez |

| 16 de novembro de 2023 | Colômbia      | 2 – 1         | Brasil                | Estádio Metropolitano, Barranquilla         |
| 19:00 (UTC−5)          | Díaz 75', 79' | FIFA CONMEBOL | Gabriel Martinelli 4' | Público: 44 604 Árbitro: URU Andrés Matonte |

| 16 de novembro de 2023 | Argentina | 0 – 2         | Uruguai                   | Estádio La Bombonera, Buenos Aires         |
| 21:00 (UTC−3)          |           | FIFA CONMEBOL | R. Araújo 41' · Núñez 87' | Público: 51 900 Árbitro: COL Wilmar Roldán |

| 16 de novembro de 2023 | Chile | 0 – 0         | Paraguai | Estádio Monumental David Arellano, Santiago     |
| 21:30 (UTC−3)          |       | FIFA CONMEBOL |          | Público: 30 076 Árbitro: ARG Fernando Rapallini |

### Sexta rodada
| 21 de novembro de 2023 | Paraguai | 0 – 1         | Colômbia        | Estádio Defensores del Chaco, Assunção        |
| 20:00 (UTC−3)          |          | FIFA CONMEBOL | Borré 11' (pen) | Público: 25 190 Árbitro: VEN Jesús Valenzuela |

| 21 de novembro de 2023 | Uruguai                              | 3 – 0         | Bolívia | Estádio Centenario, Montevidéu            |
| 20:30 (UTC−3)          | Núñez 15', 71' · Villamíl 39' (g.c.) | FIFA CONMEBOL |         | Público: 46 100 Árbitro: PER Kevin Ortega |

| 21 de novembro de 2023 | Equador  | 1 – 0         | Chile | Estádio Casa Blanca, Quito                    |
| 18:30 (UTC−5)          | Mena 21' | FIFA CONMEBOL |       | Público: 36 873 Árbitro: BRA Anderson Daronco |

| 21 de novembro de 2023 | Brasil | 0 – 1         | Argentina    | Estádio do Maracanã, Rio de Janeiro     |
| 21:30 (UTC−3)          |        | FIFA CONMEBOL | Otamendi 63' | Público: 68 138 Árbitro: CHI Piero Maza |

| 21 de novembro de 2023 | Peru      | 1 – 1         | Venezuela    | Estádio Nacional do Peru, Lima             |
| 21:00 (UTC−5)          | Yotún 17' | FIFA CONMEBOL | Savarino 54' | Público: 27 323 Árbitro: ARG Darío Herrera |

### Sétima rodada
| 5 de setembro de 2024 | Bolívia                                                           | 4 – 0         | Venezuela | Estádio Municipal de El Alto, El Alto      |
| 16:00 (UTC−4)         | R. Vaca 13' · Algarañaz 45+5' (pen) · Terceros 46' · Monteiro 89' | FIFA CONMEBOL |           | Público: 20 500 Árbitro: COL Wilmar Roldán |

| 5 de setembro de 2024 | Argentina                                     | 3 – 0         | Chile | Estádio Mâs Monumental, Buenos Aires          |
| 21:00 (UTC−3)         | Mac Allister 48' · Alvarez 84' · Dybala 90+1' | FIFA CONMEBOL |       | Público: 52 160 Árbitro: VEN Jesús Valenzuela |

| 6 de setembro de 2024 | Uruguai | 0 – 0         | Paraguai | Estádio Centenario, Montevidéu             |
| 20:30 (UTC−3)         |         | FIFA CONMEBOL |          | Público: 47 741 Árbitro: ARG Darío Herrera |

| 6 de setembro de 2024 | Brasil      | 1 – 0         | Equador | Estádio Couto Pereira, Curitiba            |
| 22:00 (UTC−3)         | Rodrygo 30' | FIFA CONMEBOL |         | Público: 36 914 Árbitro: ARG Facundo Tello |

| 6 de setembro de 2024 | Peru        | 1 – 1         | Colômbia | Estádio Nacional do Peru, Lima                |
| 20:30 (UTC−5)         | Callens 68' | FIFA CONMEBOL | Díaz 82' | Público: 40 000 Árbitro: URU Esteban Ostojich |

### Oitava rodada
| 10 de setembro de 2024 | Colômbia                           | 2 – 1         | Argentina    | Estádio Metropolitano, Barranquilla     |
| 15:30 (UTC−5)          | Mosquera 25' · Rodríguez 60' (pen) | FIFA CONMEBOL | González 48' | Público: 45 000 Árbitro: CHI Piero Maza |

| 10 de setembro de 2024 | Chile      | 1 – 2         | Bolívia                        | Estádio Nacional de Chile, Santiago               |
| 18:00 (UTC−3)          | Vargas 39' | FIFA CONMEBOL | Algarañaz 13' · Terceros 45+1' | Público: 40 000 Árbitro: PAR Juan Gabriel Benítez |

| 10 de setembro de 2024 | Equador      | 1 – 0         | Peru | Estádio Casa Blanca, Quito                |
| 16:00 (UTC−5)          | Valencia 54' | FIFA CONMEBOL |      | Público: 35 000 Árbitro: COL Andrés Rojas |

| 10 de setembro de 2024 | Venezuela | 0 – 0         | Uruguai | Estádio Monumental de Maturín, Maturín     |
| 18:00 (UTC−4)          |           | FIFA CONMEBOL |         | Público: 50 000 Árbitro: BRA Raphael Claus |

| 10 de setembro de 2024 | Paraguai  | 1 – 0         | Brasil | Estádio Defensores del Chaco, Assunção      |
| 20:30 (UTC−4)          | Gómez 20' | FIFA CONMEBOL |        | Público: 31 962 Árbitro: URU Andrés Matonte |

### Nona rodada
| 10 de outubro de 2024 | Bolívia      | 1 – 0         | Colômbia | Estádio Municipal de El Alto, El Alto       |
| 16:00 (UTC−4)         | Terceros 58' | FIFA CONMEBOL |          | Público: 17 191 Árbitro: BRA Wilton Sampaio |

| 10 de outubro de 2024 | Equador | 0 – 0         | Paraguai | Estádio Casa Blanca, Quito                 |
| 16:00 (UTC−5)         |         | FIFA CONMEBOL |          | Público: 31 000 Árbitro: BRA Raphael Claus |

| 10 de outubro de 2024 | Venezuela  | 1 – 1         | Argentina    | Estadio Monumental, Maturín                 |
| 17:00 (UTC−4)         | Rondón 65' | FIFA CONMEBOL | Otamendi 13' | Público: 50 000 Árbitro: URU Gustavo Tejera |

| 10 de outubro de 2024 | Chile     | 1 – 2         | Brasil                               | Estádio Nacional de Chile, Santiago        |
| 21:00 (UTC−3)         | Vargas 2' | FIFA CONMEBOL | Igor Jesus 45+1' · Luiz Henrique 89' | Público: 43 059 Árbitro: ARG Darío Herrera |

| 11 de outubro de 2024 | Peru       | 1 – 0         | Uruguai | Estádio Nacional do Peru, Lima             |
| 20:30 (UTC−5)         | Araujo 88' | FIFA CONMEBOL |         | Público: 43 000 Árbitro: ARG Facundo Tello |

### Décima rodada
| 15 de outubro de 2024 | Colômbia                                              | 4 – 0         | Chile | Estádio Metropolitano, Barranquilla           |
| 15:30 (UTC−5)         | Sánchez 34' · Díaz 52' · Durán 84' · Sinisterra 90+3' | FIFA CONMEBOL |       | Público: 45 000 Árbitro: VEN Jesús Valenzuela |

| 15 de outubro de 2024 | Paraguai          | 2 – 1         | Venezuela    | Estádio Defensores del Chaco, Assunção  |
| 20:00 (UTC−3)         | Sanabria 59', 74' | FIFA CONMEBOL | Aramburu 25' | Público: 28 531 Árbitro: CHI Piero Maza |

| 15 de outubro de 2024 | Uruguai | 0 – 0         | Equador | Estádio Centenario, Montevidéu              |
| 20:30 (UTC−3)         |         | FIFA CONMEBOL |         | Público: 27 112 Árbitro: CHI Cristian Garay |

| 15 de outubro de 2024 | Argentina                                                           | 6 – 0         | Bolívia | Estádio Mâs Monumental, Buenos Aires      |
| 21:00 (UTC−3)         | Messi 19', 84', 86' · La. Martínez 43' · Alvarez 45+3' · Almada 69' | FIFA CONMEBOL |         | Público: 60 000 Árbitro: PER Kevin Ortega |

| 15 de outubro de 2024 | Brasil                                                                    | 4 – 0         | Peru | Estádio Nacional Mané Garrincha, Brasília     |
| 21:45 (UTC−3)         | Raphinha 38' (pen), 54' (pen) · Andreas Pereira 43' · Luiz Henrique 45+3' | FIFA CONMEBOL |      | Público: 60 139 Árbitro: URU Esteban Ostojich |

### Décima primeira rodada
| 14 de novembro de 2024 | Venezuela   | 1 – 1         | Brasil       | Estádio Monumental, Maturín               |
| 17:00 (UTC−4)          | Segovia 46' | FIFA CONMEBOL | Raphinha 43' | Público: 40 223 Árbitro: COL Andrés Rojas |

| 14 de novembro de 2024 | Paraguai                    | 2 – 1         | Argentina        | Estádio Defensores del Chaco, Assunção        |
| 20:30 (UTC−3)          | Sanabria 19' · Alderete 47' | FIFA CONMEBOL | La. Martínez 11' | Público: 32 200 Árbitro: BRA Anderson Daronco |

| 14 de novembro de 2024 | Equador                                         | 4 – 0         | Bolívia | Estádio Monumental, Guaiaquil                    |
| 19:00 (UTC−5)          | Valencia 26' (pen) · Plata 28', 49' · Minda 61' | FIFA CONMEBOL |         | Público: 30 758 Árbitro: ARG Maximiliano Ramírez |

| 15 de novembro de 2024 | Uruguai                                          | 3 – 2         | Colômbia                   | Estádio Centenario, Montevidéu            |
| 21:00 (UTC−3)          | Sánchez 57' (g.c.) · Aguirre 60' · Ugarte 90+11' | FIFA CONMEBOL | Quintero 31' · Gómez 90+6' | Público: 33 400 Árbitro: PER Kevin Ortega |

| 15 de novembro de 2024 | Peru | 0 – 0         | Chile | Estádio Monumental, Lima                    |
| 20:30 (UTC−5)          |      | FIFA CONMEBOL |       | Público: 47 122 Árbitro: BRA Wilton Sampaio |

### Décima segunda rodada
| 19 de novembro de 2024 | Bolívia                          | 2 – 2         | Paraguai                   | Estádio Municipal de El Alto, El Alto       |
| 16:00 (UTC−4)          | E. Vaca 15' · Terceros 80' (pen) | FIFA CONMEBOL | Almirón 71' · Enciso 90+1' | Público: 18 655 Árbitro: URU Andrés Matonte |

| 19 de novembro de 2024 | Colômbia | 0 – 1         | Equador     | Estádio Metropolitano, Barranquilla           |
| 18:00 (UTC−5)          |          | FIFA CONMEBOL | Valencia 7' | Público: 37 316 Árbitro: URU Esteban Ostojich |

| 19 de novembro de 2024 | Argentina        | 1 – 0         | Peru | Estádio La Bombonera, Buenos Aires         |
| 21:00 (UTC−3)          | La. Martínez 55' | FIFA CONMEBOL |      | Público: 52 000 Árbitro: COL Wilmar Roldán |

| 19 de novembro de 2024 | Chile                                            | 4 – 2         | Venezuela                  | Estádio Nacional de Chile, Santiago        |
| 21:00 (UTC−3)          | Vargas 20' · Rincón 29' (g.c.) · Cepeda 38', 47' | FIFA CONMEBOL | Savarino 13' · Ramírez 22' | Público: 31 906 Árbitro: ARG Facundo Tello |

| 19 de novembro de 2024 | Brasil     | 1 – 1         | Uruguai      | Arena Fonte Nova, Salvador              |
| 21:45 (UTC−3)          | Gerson 62' | FIFA CONMEBOL | Valverde 55' | Público: 41 511 Árbitro: CHI Piero Maza |

### Décima terceira rodada
| 20 de março de 2025 | Paraguai     | 1 – 0         | Chile | Estádio Defensores del Chaco, Assunção     |
| 20:00 (UTC−3)       | Alderete 60' | FIFA CONMEBOL |       | Público: 31 193 Árbitro: BRA Raphael Claus |

| 20 de março de 2025 | Brasil                                    | 2 – 1         | Colômbia | Estádio Nacional Mané Garrincha, Brasília   |
| 21:45 (UTC−3)       | Raphinha 6' (pen) · Vinícius Júnior 90+9' | FIFA CONMEBOL | Díaz 41' | Público: 70 027 Árbitro: VEN Alexis Herrera |

| 20 de março de 2025 | Peru                                 | 3 – 1         | Bolívia            | Estádio Nacional do Peru, Lima |
| 20:30 (UTC−5)       | Polo 37' · Guerrero 45' · Flores 82' | FIFA CONMEBOL | Terceros 58' (pen) | Árbitro: ARG Yael Falcón Pérez |

| 21 de março de 2025 | Equador           | 2 – 1         | Venezuela   | Estádio Casa Blanca, Quito |
| 16:00 (UTC−5)       | Valencia 39', 46' | FIFA CONMEBOL | Cádiz 90+1' | Árbitro: BRA Ramon Abatti  |

| 21 de março de 2025 | Uruguai | 0 – 1         | Argentina  | Estádio Centenario, Montevidéu                    |
| 20:30 (UTC−3)       |         | FIFA CONMEBOL | Almada 68' | Público: 55 000 Árbitro: PAR Juan Gabriel Benítez |

### Décima quarta rodada
| 25 de março de 2025 | Bolívia | 0 – 0         | Uruguai | Estádio Municipal de El Alto, El Alto       |
| 16:00 (UTC−4)       |         | FIFA CONMEBOL |         | Público: 10 723 Árbitro: ECU Augusto Aragón |

| 25 de março de 2025 | Venezuela        | 1 – 0         | Peru | Estádio Monumental, Maturín                 |
| 20:00 (UTC−4)       | Rondón 41' (pen) | FIFA CONMEBOL |      | Público: 33 683 Árbitro: CHI Cristian Garay |

| 25 de março de 2025 | Colômbia            | 2 – 2         | Paraguai                  | Estádio Metropolitano, Barranquilla        |
| 19:00 (UTC−5)       | Díaz 1' · Durán 13' | FIFA CONMEBOL | Alonso 45+4' · Enciso 62' | Público: 42 262 Árbitro: ARG Facundo Tello |

| 25 de março de 2025 | Argentina                                                   | 4 – 1         | Brasil            | Estádio Mâs Monumental, Buenos Aires      |
| 21:00 (UTC−3)       | Alvarez 4' · Fernández 12' · Mac Allister 37' · Simeone 71' | FIFA CONMEBOL | Matheus Cunha 26' | Público: 85 015 Árbitro: COL Andrés Rojas |

| 25 de março de 2025 | Chile | 0 – 0         | Equador | Estádio Nacional de Chile, Santiago         |
| 21:00 (UTC−3)       |       | FIFA CONMEBOL |         | Público: 38 996 Árbitro: URU Gustavo Tejera |

### Décima quinta rodada
| 5 de junho de 2025 | Paraguai                       | 2 – 0         | Uruguai | Estádio Defensores del Chaco, Assunção     |
| 20:00 (UTC−3)      | Galarza 13' · Enciso 81' (pen) | FIFA CONMEBOL |         | Público: 30 005 Árbitro: ARG Darío Herrera |

| 5 de junho de 2025 | Equador | 0 – 0         | Brasil | Estádio Monumental, Guaiaquil           |
| 18:00 (UTC−5)      |         | FIFA CONMEBOL |        | Público: 59 283 Árbitro: CHI Piero Maza |

| 5 de junho de 2025 | Chile | 0 – 1         | Argentina   | Estádio Nacional de Chile, Santiago           |
| 21:00 (UTC−4)      |       | FIFA CONMEBOL | Alvarez 16' | Público: 45 000 Árbitro: VEN Jesús Valenzuela |

| 6 de junho de 2025 | Colômbia | 0 – 0         | Peru | Estádio Metropolitano, Barranquilla         |
| 15:30 (UTC−5)      |          | FIFA CONMEBOL |      | Público: 43 933 Árbitro: BRA Wilton Sampaio |

| 6 de junho de 2025 | Venezuela                      | 2 – 0         | Bolívia | Estádio Monumental, Maturín                    |
| 18:00 (UTC−4)      | Cuéllar 5' (g.c.) · Rondón 30' | FIFA CONMEBOL |         | Público: 46 741 Árbitro: ARG Yael Falcón Pérez |

### Décima sexta rodada
| 10 de junho de 2025 | Bolívia                    | 2 – 0         | Chile | Estádio Municipal de El Alto, El Alto         |
| 16:00 (UTC−4)       | Terceros 5' · Monteiro 90' | FIFA CONMEBOL |       | Público: 11 467 Árbitro: URU Esteban Ostojich |

| 10 de junho de 2025 | Uruguai                         | 2 – 0         | Venezuela | Estádio Centenario, Montevidéu             |
| 20:00 (UTC−3)       | Aguirre 43' · De Arrascaeta 47' | FIFA CONMEBOL |           | Público: 29 672 Árbitro: BRA Raphael Claus |

| 10 de junho de 2025 | Argentina  | 1 – 1         | Colômbia | Estádio Mâs Monumental, Buenos Aires              |
| 21:00 (UTC−3)       | Almada 81' | FIFA CONMEBOL | Díaz 24' | Público: 77 791 Árbitro: PAR Juan Gabriel Benítez |

| 10 de junho de 2025 | Brasil              | 1 – 0         | Paraguai | Neo Química Arena, São Paulo               |
| 21:45 (UTC−3)       | Vinícius Júnior 44' | FIFA CONMEBOL |          | Público: 43 316 Árbitro: ARG Facundo Tello |

| 10 de junho de 2025 | Peru | 0 – 0         | Equador | Estádio Nacional do Peru, Lima            |
| 20:30 (UTC−5)       |      | FIFA CONMEBOL |         | Público: 33 749 Árbitro: COL Andrés Rojas |

### Décima sétima rodada
| 4 de setembro de 2025 | Uruguai | –    | Peru | Estádio Centenario, Montevidéu |
| 20:30 (UTC−3)         |         | FIFA |      | Árbitro: ARG Facundo Tello     |

| 4 de setembro de 2025 | Colômbia | –    | Bolívia | Estádio Metropolitano, Barranquilla |
| 18:30 (UTC−5)         |          | FIFA |         |                                     |

| 4 de setembro de 2025 | Paraguai | –    | Equador | Estádio Defensores del Chaco, Assunção |
| 20:30 (UTC−3)         |          | FIFA |         | Árbitro: BRA Raphael Claus             |

| 4 de setembro de 2025 | Argentina | –    | Venezuela | Estádio Mâs Monumental, Buenos Aires |
| 20:30 (UTC−3)         |           | FIFA |           | Árbitro: CHI Piero Maza              |

| 4 de setembro de 2025 | Brasil | –    | Chile | Estádio do Maracanã, Rio de Janeiro |
| 21:30 (UTC−3)         |        | FIFA |       |                                     |

### Décima oitava rodada
| 9 de setembro de 2025 | Equador | –    | Argentina | Estádio Monumental, Guaiaquil |
| 18:00 (UTC−5)         |         | FIFA |           | Árbitro: COL Wilmar Roldán    |

| 9 de setembro de 2025 | Peru | –    | Paraguai | Estádio Nacional do Peru, Lima   |
| 18:30 (UTC−5)         |      | FIFA |          | Árbitro: ARG Maximiliano Ramírez |

| 9 de setembro de 2025 | Venezuela | –    | Colômbia | Estádio Monumental, Maturín |
| 19:30 (UTC−4)         |           | FIFA |          | Árbitro: BRA Wilton Sampaio |

| 9 de setembro de 2025 | Bolívia | –    | Brasil | Estádio Municipal de El Alto, El Alto |
| 19:30 (UTC−4)         |         | FIFA |        | Árbitro: CHI Cristian Garay           |

| 9 de setembro de 2025 | Chile | –    | Uruguai | Estádio Nacional de Chile, Santiago |
| 20:30 (UTC−3)         |       | FIFA |         | Árbitro: BRA Anderson Daronco       |

## Artilharia
7 gols (1)
- COL Luis Díaz

6 gols (2)
- ARG Lionel Messi
- BOL Miguel Terceros

5 gols (4)
- BRA Raphinha
- ECU Enner Valencia
- URU Darwin Núñez
- VEN Salomón Rondón

4 gols (2)
- ARG Julián Alvarez
- PAR Antonio Sanabria

3 gols (7)
- ARG Lautaro Martínez
- ARG Nicolás Otamendi
- ARG Thiago Almada
- BRA Rodrygo
- CHI Eduardo Vargas
- PAR Julio Enciso
- URU Nicolás de la Cruz

2 gols (19)
- ARG Alexis Mac Allister
- ARG Enzo Fernández
- ARG Nicolás González
- BOL Carmelo Algarañaz
- BOL Enzo Monteiro
- BOL Ramiro Vaca
- BRA Luiz Henrique
- BRA Neymar
- BRA Vinícius Júnior
- CHI Lucas Cepeda
- COL James Rodríguez
- COL Jhon Durán
- COL Rafael Santos Borré
- ECU Félix Torres
- ECU Gonzalo Plata
- PAR Omar Alderete
- URU Federico Valverde
- URU Rodrigo Aguirre
- VEN Jefferson Savarino

1 gol (50)
- ARG Giuliano Simeone
- ARG Nicolás Tagliafico
- ARG Paulo Dybala
- BOL Ervin Vaca
- BOL Henry Vaca
- BOL Rodrigo Ramallo
- BOL Víctor Ábrego
- BRA Andreas Pereira
- BRA Gabriel Magalhães
- BRA Gabriel Martinelli
- BRA Gerson
- BRA Igor Jesus
- BRA Marquinhos
- BRA Matheus Cunha
- CHI Arturo Vidal
- CHI Diego Valdés
- CHI Marcos López
- COL Andrés Gómez
- COL Davinson Sánchez
- COL Juan Quintero
- COL Luis Sinisterra
- COL Mateus Uribe
- COL Yerson Mosquera
- ECU Alan Minda
- ECU Ángel Mena
- ECU Kendry Páez
- ECU Kevin Rodríguez
- PAR Diego Gómez
- PAR Junior Alonso
- PAR Matías Galarza
- PAR Miguel Almirón
- PER Alexander Callens
- PER Andy Polo
- PER Edison Flores
- PER Miguel Araujo
- PER Paolo Guerrero
- PER Yoshimar Yotún
- URU Agustín Canobbio
- URU Giorgian De Arrascaeta
- URU Manuel Ugarte
- URU Mathías Olivera
- URU Ronald Araújo
- VEN Darwin Machís
- VEN Eduard Bello
- VEN Jhonder Cádiz
- VEN Jon Aramburu
- VEN Rubén Ramírez
- VEN Telasco Segovia
- VEN Yeferson Soteldo

Gols contra (4)
- BOL Gabriel Villamíl (para o Uruguai)
- BOL Héctor Cuéllar (para a Venezuela)
- COL Davinson Sánchez (para o Uruguai)
- VEN Tomás Rincón (para o Chile)

## Desempenho por rodada
Posições de cada seleção por rodada:[carece de fontes?]
| Rodada ↓ | ARG | BOL | BRA | CHI | COL | ECU | PAR | PER | URU | VEN |
| -------- | --- | --- | --- | --- | --- | --- | --- | --- | --- | --- |
| 1ª       | 3   | 9   | 1   | 8   | 4   | 10  | 5   | 6   | 2   | 7   |
| 2ª       | 2   | 10  | 1   | 8   | 3   | 9   | 6   | 7   | 4   | 5   |
| 3ª       | 1   | 10  | 2   | 5   | 3   | 7   | 8   | 9   | 4   | 6   |
| 4ª       | 1   | 10  | 3   | 8   | 5   | 6   | 7   | 9   | 2   | 4   |
| 5ª       | 1   | 9   | 5   | 8   | 3   | 6   | 7   | 10  | 2   | 4   |
| 6ª       | 1   | 9   | 6   | 8   | 3   | 5   | 7   | 10  | 2   | 4   |
| 7ª       | 1   | 8   | 4   | 9   | 3   | 6   | 7   | 10  | 2   | 5   |
| 8ª       | 1   | 8   | 5   | 9   | 2   | 4   | 7   | 10  | 3   | 6   |
| 9ª       | 1   | 6   | 4   | 10  | 2   | 5   | 8   | 9   | 3   | 7   |
| 10ª      | 1   | 7   | 4   | 10  | 2   | 5   | 6   | 9   | 3   | 8   |
| 11ª      | 1   | 8   | 4   | 10  | 3   | 5   | 6   | 9   | 2   | 7   |
| 12ª      | 1   | 7   | 5   | 9   | 4   | 3   | 6   | 10  | 2   | 8   |
| 13ª      | 1   | 7   | 3   | 10  | 6   | 2   | 5   | 9   | 4   | 8   |
| 14ª      | 1   | 8   | 4   | 10  | 6   | 2   | 5   | 9   | 3   | 7   |
| 15ª      | 1   | 8   | 4   | 10  | 6   | 2   | 3   | 9   | 5   | 7   |
| 16ª      | 1   | 8   | 3   | 10  | 6   | 2   | 5   | 9   | 4   | 7   |
| 17ª      | 1   |     |     |     |     |     |     |     |     |     |
| 18ª      | 1   |     |     |     |     |     |     |     |     |     |
| Rodada ↑ | ARG | BOL | BRA | CHI | COL | ECU | PAR | PER | URU | VEN |

     Líder e classificado para a Copa do Mundo FIFA de 2026;
     Classificado para a Copa do Mundo FIFA de 2026;
     Classificado para a repescagem intercontinental.